# Metamynodon
Metamynodon là một chi đã tuyệt chủng thuộc họ Amynodontidae, bộ Guốc lẻ (Perissodactyla), và thuộc về số các chi sinh tồn lâu nhất của họ Amynodontidae, xuất hiện lần đầu tiên vào thế Eocen, tuyệt chủng vào đầu thế Miocen, khi chúng bị hất cẳng bởi nhóm tê giác sống bán thủy sinh thuộc chi Teleoceras. Hóa thạch của chúng được phát hiện ở Hoa Kỳ, Mông Cổ và Trung Quốc.

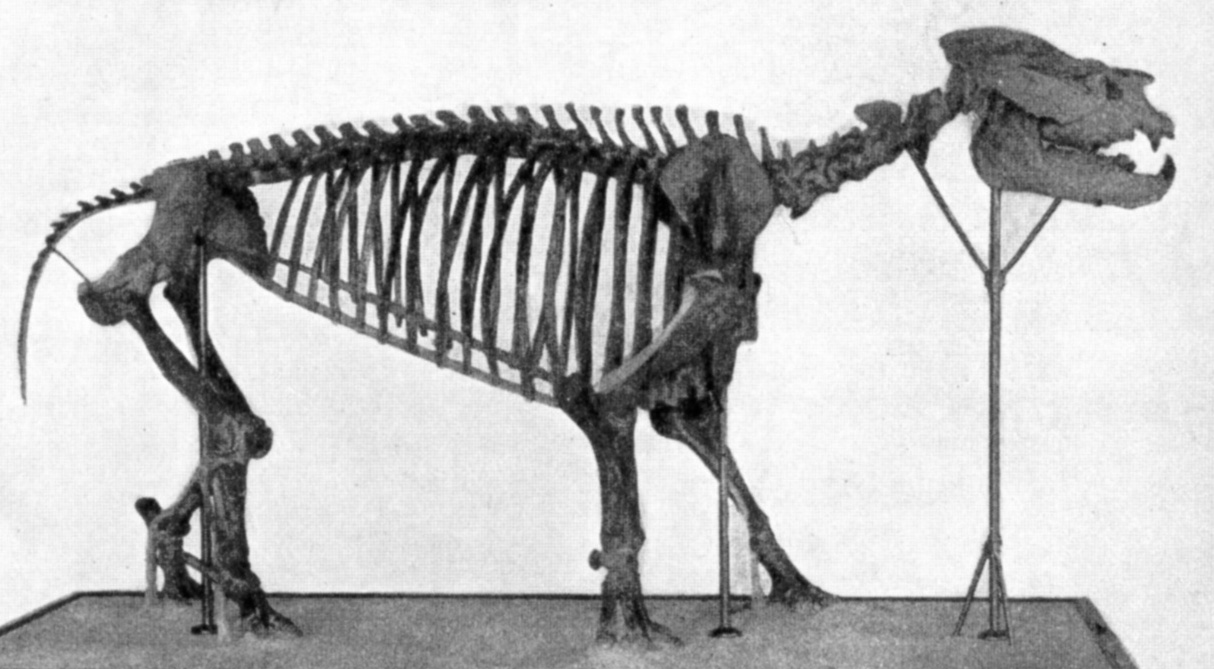
Bộ xương Metamynodon planifrons.

## Đặc trưng
Nhóm động vật dài khoảng 4 m này là họ hàng xa của tê giác hiện đại, nhưng nó lại trong giống như hà mã. Chân trước của Metamynodon' có 4 ngón thay vì 3 như thường thấy ở tê giác. Mặc dù là động vật ăn cỏ (như được chỉ ra bởi các răng của nó), nhưng hộp sọ của nó lại có một gờ xương tiêu biểu của thú ăn thịt. Có thể nhất có lẽ chúng là động vật ăn các loại thực vật dai và cứng, nên các cơ quai hàm đã gắn vào sống này. Metamynodon sử dụng các răng nanh to và môi dày thịt của chúng để tìm kiếm thức ăn ven bờ sông. Nhờ có mắt nằm ở vị trí cao nên nó có thể nhìn thấy ngay cả khi gần như dầm hàn toàn cơ thể dưới nước, giống như hà mã hay cá sấu.